# Wachowskis

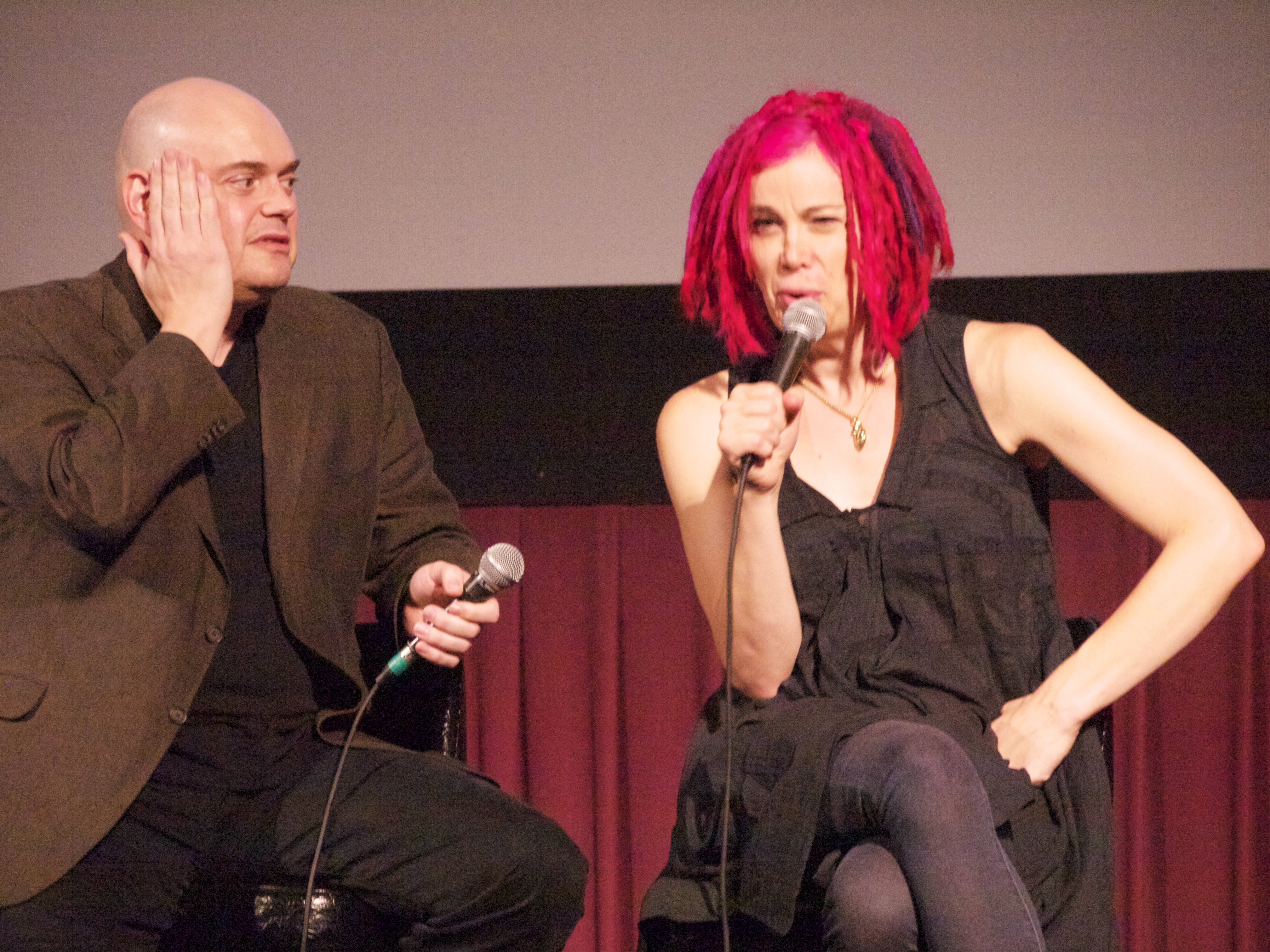
Lilly Wachowski (links) und Lana Wachowski (rechts) (2012)

Die Wachowskis [wəˈtʃaʊskiz] sind US-amerikanische Drehbuchautorinnen und Filmregisseurinnen. Sie bestehen aus Lana Wachowski (* 21. Juni 1965, geboren als Laurence, auch Larry) und Lilly Wachowski (* 29. Dezember 1967, geboren als Andrew Paul, auch Andy). Weltbekannt wurden sie als Larry und Andy Wachowski durch die Matrix-Filmtrilogie.
Alternative Namen für das Duo sind die Eigenbezeichnung Wachowski Starship sowie vor dem Coming-out beider Wachowski-Brüder und danach die Wachowski-Schwestern, zwischenzeitlich auch Wachowski-Geschwister.

## Leben
Die Wachowski-Geschwister wurden in Chicago in eine polnisch-amerikanische Familie geboren und wuchsen dort zusammen mit zwei Schwestern im Stadtteil Beverly auf. Sie verließen beide vorzeitig die Schule, um im Showgeschäft zu arbeiten. Bis sie dort Erfolg hatten, arbeiteten sie als Zimmerleute und zeichneten in ihrer Freizeit Comics.
Sie zeigten früh ein großes Interesse an japanischen Mangas und Animes und ließen sich von dem Anime Ghost in the Shell zu einem Drehbuch für den Film Matrix inspirieren. Später wurde der Film von Warner Bros. produziert.
Seit ihrem Durchbruch mit der Matrix-Trilogie sind die unveröffentlichten Skripte aus dieser frühen Zeit bei Filmstudios begehrt. So wurden die Rechte an Carnivore, einem Horrorfilm über ein altes Haus, dessen Bewohner spurlos verschwinden, von Trimark erworben. Die Comic-Verfilmung V wie Vendetta kam 2006 in die Kinos. Autoren des Original-Comics waren hierbei nicht die Wachowski-Geschwister, sondern Alan Moore, Zeichner war hauptsächlich David Lloyd.
Die Geschwister erzählen nach eigenen Angaben gern mehrteilige Geschichten: „Weil wir mit Comics und der Tolkien-Trilogie aufgewachsen sind, ist es eines unserer Interessen, mehrteilige Filme in die Kinos zu bringen“, so Lana. Lilly ergänzt, dass „Filme ziemlich langweilig und vorhersagbar sind. Wir wollen mit den Erwartungen ein Spiel treiben“.
Im Jahr 2008 verfilmten die Geschwister die Anime-Serie Speed Racer als gleichnamigen Realfilm.
Ab 2009 arbeiteten beide zusammen mit Tom Tykwer an der Verfilmung des Buches Der Wolkenatlas (engl. Cloud Atlas) von David Mitchell. Der Film Cloud Atlas hatte seine Premiere am 8. September 2012 auf dem Toronto International Film Festival.
Ende 2021 kam The Matrix Resurrections, der vierte Teil der Matrix-Filmreihe, ins Kino.

## Lana Wachowski
Kurz nach der Veröffentlichung von Matrix Reloaded begann Lana Wachowski, bei kleinen öffentlichen Auftritten mit weiblichem Aussehen zu erscheinen. Seit März 2010 existiert in der Filmdatenbank IMDb kein Eintrag mehr unter dem männlichen Vornamen, sondern nur mit dem weiblichen Vornamen und den Anmerkungen „auch bekannt als: Larry Wachowski“, „auch bekannt als: The Wachowski Brothers“. Im Juli 2012 bezeichnete sie sich in einem Promotionvideo für Cloud Atlas erstmals öffentlich als transgender. Auch auf der Seite der Produktionsgesellschaft erscheint sie nur noch als Lana.
In einem Interview mit dem US-Magazin The New Yorker erzählte die damals 49-jährige Lana Wachowski, wie es dazu kam: Schon als Kind habe sie nie gewusst, ob sie sich zu den Jungen oder zu den Mädchen in die Reihe stellen sollte. Nach eigenen Aussagen litt sie später unter Angstzuständen und Depressionen.
Im Jahr 2009 ließ Lana sich von ihrer damaligen Ehefrau scheiden.
Seitdem lebt sie offiziell als Lana; 2012 folgte das endgültige Coming-out und die Hochzeit mit einer anderen Frau. 2012 wurde Lana Wachowski mit dem HRC Visibility Award ausgezeichnet.

## Lilly Wachowski
Am 8. März 2016 gab Lilly Wachowski eine Presseerklärung über ihr Coming-out heraus, in der sie erklärte, ebenfalls transgender zu sein. Sie merkte darin spaßhaft an, die „Wachowski-Brüder“ seien jetzt Schwestern. Lilly Wachowski war von 2019 bis 2021 für die Showtime-Produktion Work in Progress, in der eine transgeschlechtliche Hauptfigur vorkommt, als Drehbuchautorin, Showrunnerin und Beraterin tätig.

## Filmografie
- 1995: Assassins – Die Killer (Assassins, Drehbuch)
- 1996: Bound – Gefesselt (Bound, Drehbuch & Regie)
- 1999: Matrix (The Matrix, Drehbuch & Regie)
- 2003: Animatrix (Produzenten und teilweise Drehbuch)
- 2003: Matrix Reloaded (Drehbuch & Regie)
- 2003: Matrix Revolutions (Drehbuch & Regie)
- 2005: V wie Vendetta (V for Vendetta, Drehbuch & Produktion)
- 2008: Speed Racer (Drehbuch & Regie)
- 2009: Ninja Assassin (Produzenten)
- 2012: Cloud Atlas (Drehbuch zusammen mit Tom Tykwer, Co-Regie & Produktion)
- 2015: Jupiter Ascending (Drehbuch, Regie & Produktion)
- 2015–2018: Sense8 (Fernsehserie; Drehbuch, Regie, Idee & Produktion zusammen mit J. Michael Straczynski)
- 2019–2021: Work in Progress (Fernsehserie; Beratung, Drehbuch & Leitung, nur Lilly)
- 2021: Matrix Resurrections (The Matrix Resurrections, nur Lana)